# Schematyzm Diecezji Tarnowskiej
Schematyzm Diecezji Tarnowskiej – rocznik urzędowy kościołów i duchowieństwa diecezji tarnowskiej, wydawany w języku łacińskim, a od 1936 roku w języku polskim.
Schematyzm był wydawany w języku łacińskim, a od 1936 roku w języku polskim. W 1936 roku treść rocznika zawierała: wykaz hierarchii Kościoła katolickiego w Polsce, wykaz chronologiczny biskupów tarnowskich, skład kapituły katedralnej, skład kurii diecezjalnej i sądu biskupiego, wykaz dziekanów, wykaz profesorów studium teologicznego, wykaz wizytatorów szkolnych i katechetów, wykaz stowarzyszeń kościelnych, wykaz dekanatów i parafiami z nazwiskami duchownych oraz wzmiankami statystyczno-historycznymi, wykaz kapłanów emerytów, wykaz alumnów wyższego seminarium duchownego i niższego seminarium duchownego, wykaz duchownych w diecezji według lat święceń, wykaz zmarłych duchownych, wykaz męskich zakonów i zgromadzeń zakonnych z nazwiskami zakonników, wykaz żeńskich zakonów zgromadzeń zakonnych z nazwiskami sióstr zakonnych, alfabetyczny spis księży diecezjalnych i księży zakonnych, wykaz miejscowości parafii.